# Vendin-le-Vieil
Pour les articles homonymes, voir Vendin.
Vendin-le-Vieil est une commune française située dans le département du Pas-de-Calais en région Hauts-de-France. Ses habitants sont appelés les Vendinois. Elle est membre de la communauté d'agglomération de Lens-Liévin.
La commune de Vendin-le-Vieil (nom officiel depuis 1801), commune du bassin minier du Nord-Pas-de-Calais, est située dans le sud-est du département du Pas-de-Calais et traversée par la Deûle. Vendin-le-Vieil est limitrophe de la commune de Lens. C'est une commune de type centre urbain intermédiaire selon l'Insee, appartenant à l'unité urbaine de Douai-Lens, avec une population de 8 596 habitants au dernier recensement de 2022.
L'histoire de la commune est étroitement liée à l'exploitation du charbon, elle disposait de deux sièges d'extraction, la fosse no 8 - 8 bis et la fosse no 10 - 10 bis exploitées par la compagnie des mines de Lens.
À la suite de la Première Guerre mondiale, la commune est décorée de la croix de guerre 1914-1918.

## Géographie

### Localisation
Localisée dans le sud-est du département du Pas-de-Calais et traversée par la Deûle, Vendin-le-Vieil est une commune limitrophe, au sud, de la commune de Lens (chef-lieu d'arrondissement).
Le territoire de la commune est limitrophe de ceux de huit communes.
Les communes limitrophes sont Annay, Bénifontaine, Lens, Loison-sous-Lens, Loos-en-Gohelle, Meurchin, Pont-à-Vendin et Wingles.

### Géologie et relief
La superficie de la commune est de 10,67 km2 ; son altitude varie de 20  à   66 mètres.

### Hydrographie
La commune, située dans le bassin Artois-Picardie, est, selon le Service d'administration nationale des données et référentiels sur l'eau (Sandre), drainée par quatre cours d'eau :
- le canal navigable de la Deûle, d'une longueur de 58,75 km, qui prend sa source dans la commune de Douai et se jette dans la Lys au niveau de la commune de Deûlémont[4] ;

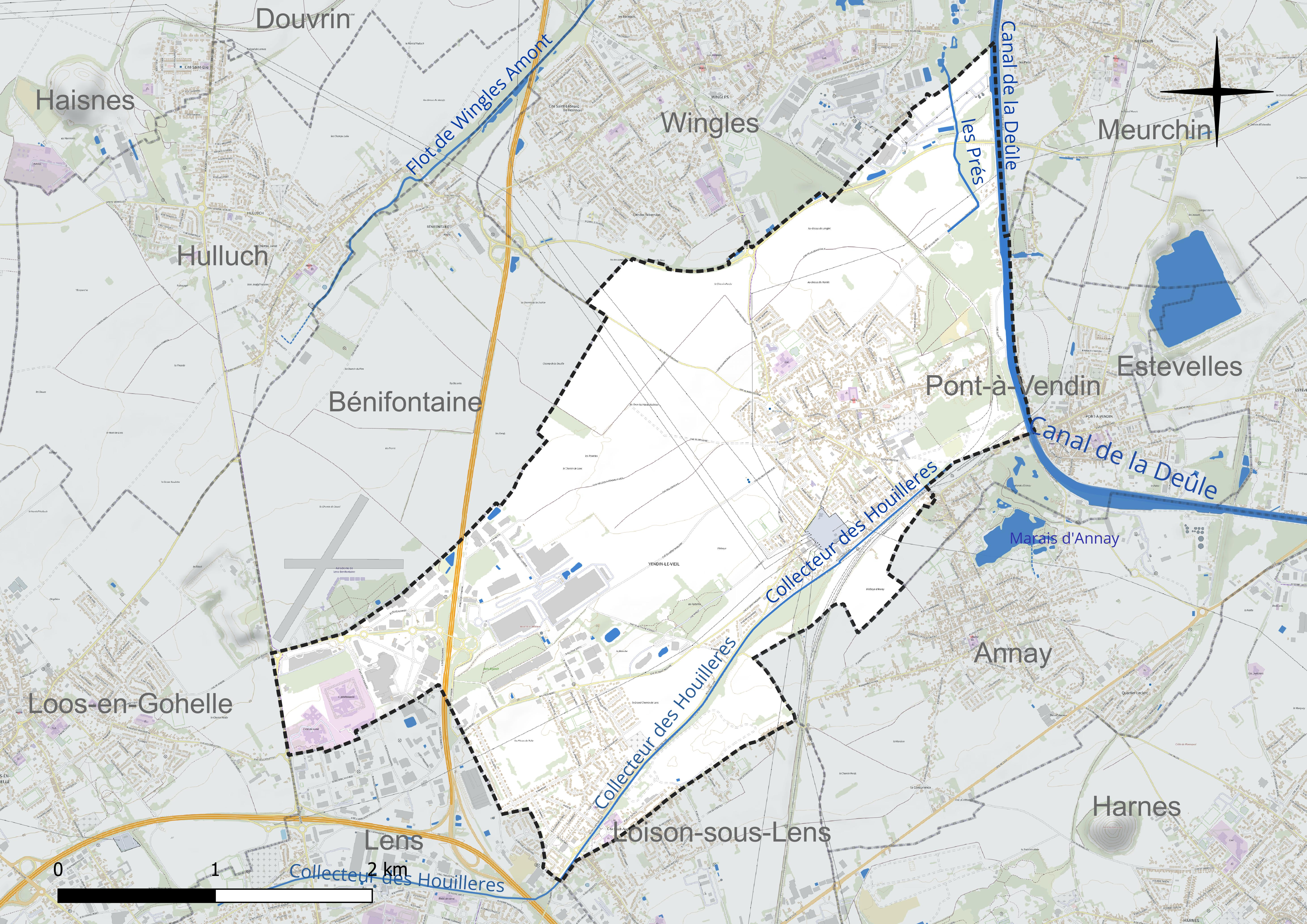
Réseau hydrographique de Vendin-le-Vieil.

- le Collecteur des Houillères, d'une longueur de 7,79 km qui prend sa source dans la commune de Lens et se jette dans le canal de la Deûle au niveau de la commune[5] ;
- les Prés, d'une longueur de 1,33 km qui prend sa source dans la commune et termine sa course au niveau de la commune de Wingles[6] ;
- le Flot Donne, d'une longueur de 0,29 km qui prend sa source dans la commune et se jette dans le canal de la Deûle au niveau de la commune de Meurchin[7].

### Climat
Pour des articles plus généraux, voir Climat des Hauts-de-France et Climat du Pas-de-Calais.
En 2010, le climat de la commune est de type climat océanique dégradé des plaines du Centre et du Nord, selon une étude du CNRS s'appuyant sur une série de données couvrant la période 1971-2000. En 2020, Météo-France publie une typologie des climats de la France métropolitaine dans laquelle la commune est exposée à un climat océanique et est dans la région climatique Nord-est du bassin Parisien, caractérisée par un ensoleillement médiocre, une pluviométrie moyenne régulièrement répartie au cours de l’année et un hiver froid (3 °C).
Pour la période 1971-2000, la température annuelle moyenne est de 10,5 °C, avec une amplitude thermique annuelle de 14,3 °C. Le cumul annuel moyen de précipitations est de 713 mm, avec 12 jours de précipitations en janvier et 9,1 jours en juillet. Pour la période 1991-2020, la température moyenne annuelle observée sur la station météorologique la plus proche, située sur la commune de Douai à 19 km à vol d'oiseau, est de 11,0 °C et le cumul annuel moyen de précipitations est de 729,2 mm,. Pour l'avenir, les paramètres climatiques de la commune estimés pour 2050 selon différents scénarios d'émission de gaz à effet de serre sont consultables sur un site dédié publié par Météo-France en novembre 2022.

### Milieux naturels et biodiversité

#### Zone naturelle d'intérêt écologique, faunistique et floristique
L’inventaire des zones naturelles d'intérêt écologique, faunistique et floristique (ZNIEFF) a pour objectif de réaliser une couverture des zones les plus intéressantes sur le plan écologique, essentiellement dans la perspective d’améliorer la connaissance du patrimoine naturel national et de fournir aux différents décideurs un outil d’aide à la prise en compte de l’environnement dans l’aménagement du territoire.
Le territoire communal comprend une ZNIEFF de type 1 : le terril et le marais de Wingles. Ce site se localise dans la dépression alluviale du Flot de Wingles, au nord de la ville de Lens, ancienne friche industrielle réaménagée en espace de loisirs, celui-ci est traversé par la RD 165 E et une voie ferrée.

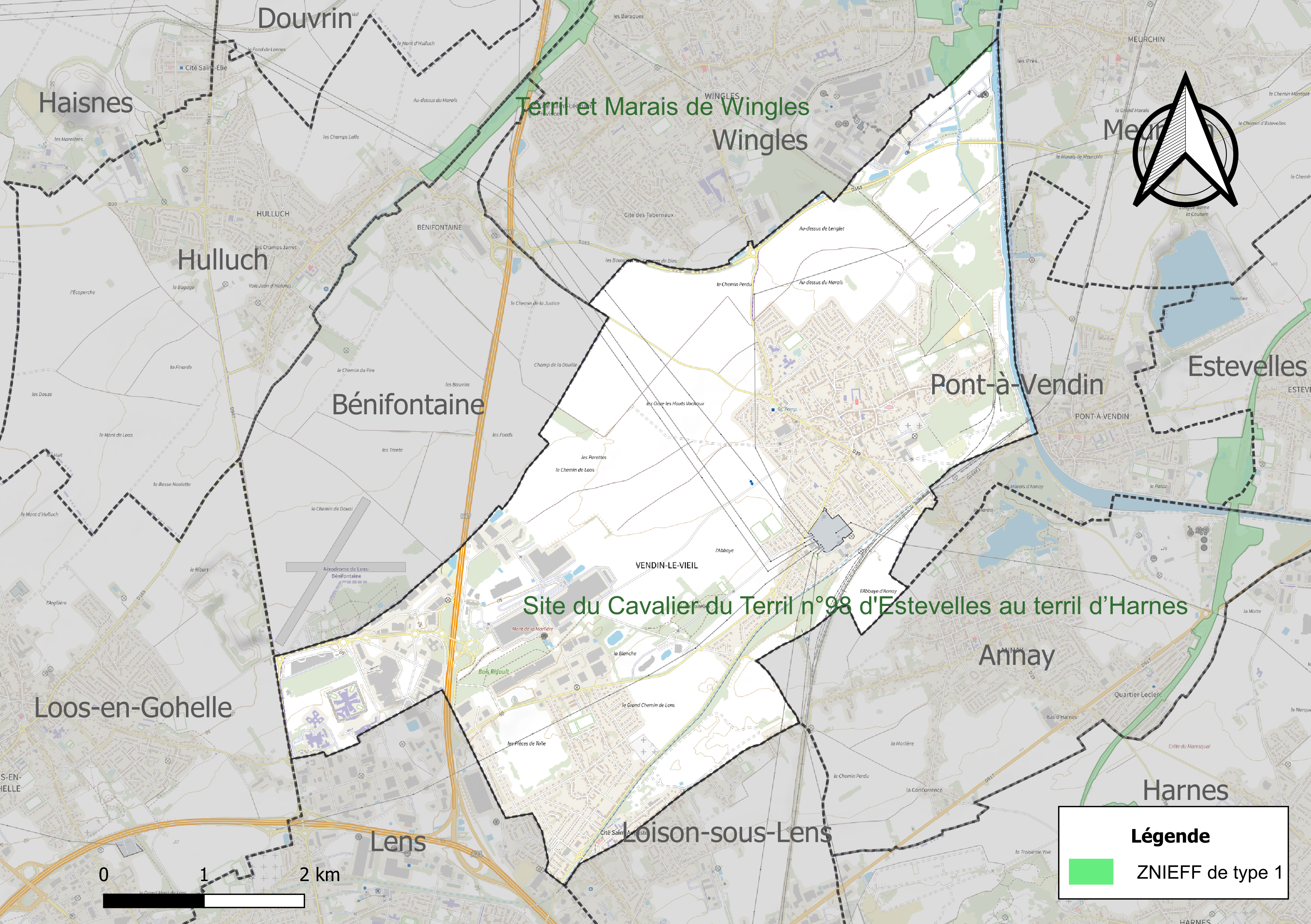
Carte de la ZNIEFF sur la commune.

## Urbanisme

### Typologie
Au 1er janvier 2024, Vendin-le-Vieil est catégorisée centre urbain intermédiaire, selon la nouvelle grille communale de densité à sept niveaux définie par l'Insee en 2022.
Elle appartient à l'unité urbaine de Douai-Lens, une agglomération inter-départementale regroupant 67  communes, dont elle est une commune de la banlieue,,. Par ailleurs la commune fait partie de l'aire d'attraction de Lens - Liévin, dont elle est une commune de la couronne,. Cette aire, qui regroupe 50 communes, est catégorisée dans les aires de 200 000 à moins de 700 000 habitants,.

### Occupation des sols
L'occupation des sols de la commune, telle qu'elle ressort de la base de données européenne d’occupation biophysique des sols Corine Land Cover (CLC), est marquée par l'importance des territoires agricoles (51,3 % en 2018), en diminution par rapport à 1990 (61 %). La répartition détaillée en 2018 est la suivante : 
terres arables (43,8 %), zones industrielles ou commerciales et réseaux de communication (26,4 %), zones urbanisées (22,2 %), zones agricoles hétérogènes (7,5 %), mines, décharges et chantiers (0,1 %). L'évolution de l’occupation des sols de la commune et de ses infrastructures peut être observée sur les différentes représentations cartographiques du territoire : la carte de Cassini (XVIIIe siècle), la carte d'état-major (1820-1866) et les cartes ou photos aériennes de l'IGN pour la période actuelle (1950 à aujourd'hui).

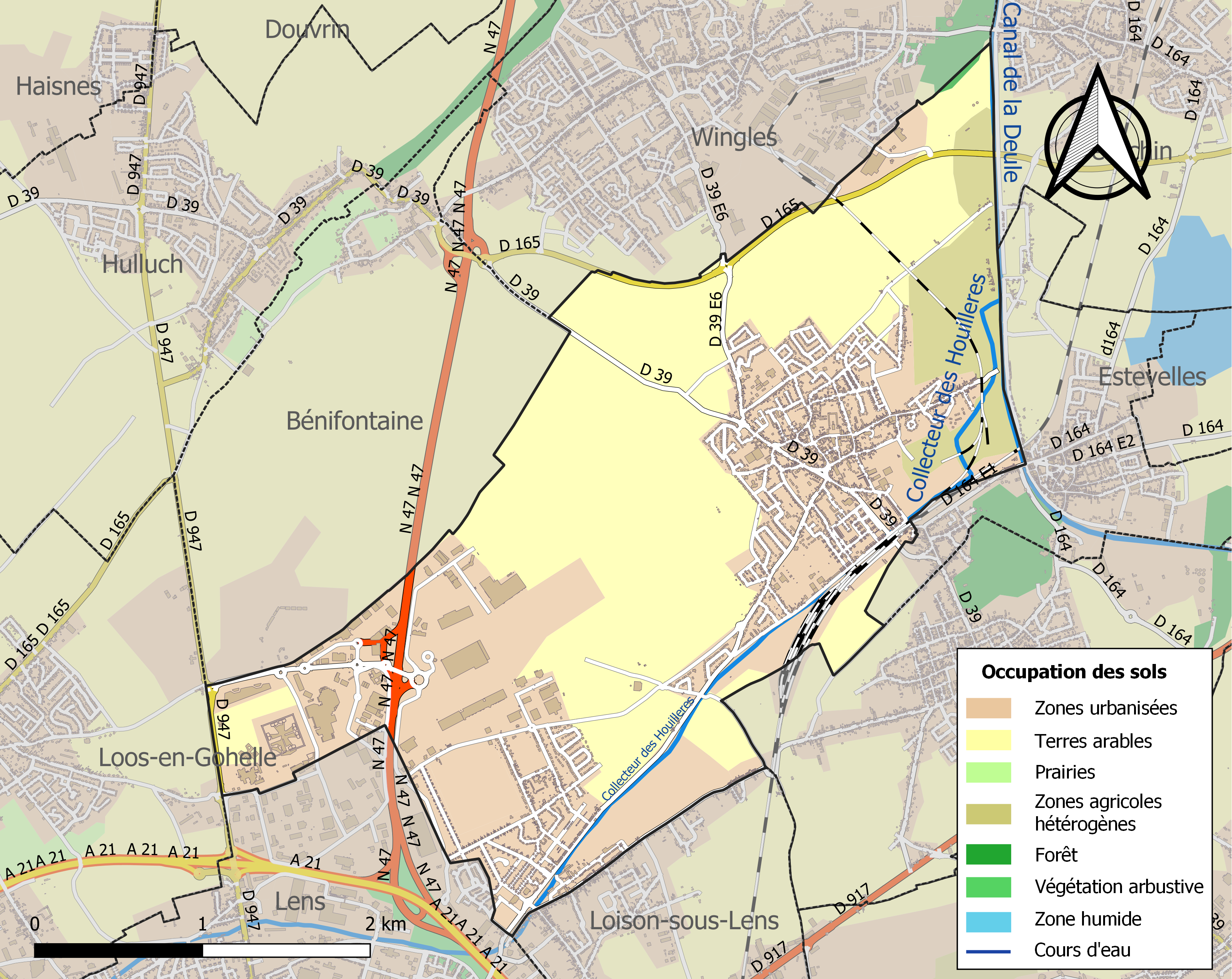
Carte des infrastructures et de l'occupation des sols de la commune en 2018 (CLC).

### Logement
En 2021, le nombre total de logements dans la commune était de 3 418, alors qu'il était de 3 227 en 2015 et de 2 870 en 2010
, soit une progression du nombre total de logements de 19,1 % depuis 2010.
Parmi ces 3 418 logements, 93,9 % étaient des résidences principales, (soit 3 209 logements), 0,2 % des résidences secondaires et 5,9 % des logements vacants. Ces logements étaient pour 86,9 % d'entre eux des maisons individuelles et pour 11,5 % des appartements.
Sur les 3 209 résidences principales, 55,2 % sont occupées par des propriétaires,  43,7 % par des locataires et 1,0 % par des personnes logées gratuitement.
Le tableau ci-dessous présente la typologie des logements à Vendin-le-Vieil en 2021 en comparaison avec celle du Pas-de-Calais et de la France entière. Une caractéristique marquante du parc de logements est ainsi la faible proportion des résidences secondaires et logements occasionnels (0,2 %) par rapport au département (6,5 %) et à la France entière (9,7 %) ainsi que d'une proportion de logements vacants (5,9 %) inférieure à celle du département (7,3 %) et de la France entière (8,1 %).
| Typologie                                               | Vendin-le-Vieil | Pas-de-Calais | France entière |
| ------------------------------------------------------- | --------------- | ------------- | -------------- |
| Résidences principales (en %)                           | 93,9            | 86,1          | 82,2           |
| Résidences secondaires et logements occasionnels (en %) | 0,2             | 6,5           | 9,7            |
| Logements vacants (en %)                                | 5,9             | 7,3           | 8,1            |

## Toponymie
Le nom de la localité est attesté sous les formes Wendinium en 966 ; Uuendinium de 955 à 981 ; Wendin le Viez en 1183 ; Wending en 1202 ; Vetus Wendinium en 1235 ; Li Vies Wendin en 1269 ; Vies-Vendin en 1294 ; Wanding en 1347 ; Li Viez Vendinc au XIVe siècle ; Vetus Wendinum en 1423 ; Le Vieu-Vendin en 1430 ; Vuandinum, Vendinicus pagus en 1561 ; Viel Wendin au XVIIIe siècle ; Vendin le Vieil en 1793 et Vendin-le-Vieil depuis 1801.

## Histoire
Le 30 novembre 1710, Roland Blondel, seigneur d'Aubers, achète la moitié de la terre de Vendin-le-Vieil. Son petit-fils, Eugène-Roland-Joseph Blondel d'Aubers, premier président du Parlement de Flandres, achète l'autre moitié en 1759 avec le titre seigneurial. La seigneurie consiste en un château avec jardin, potager, ... ,une centaine de mesures (environ 45 hectares de terre), des rentes...
À la fin du XVIIIe et au début du XIXe siècle, le château de Vendin-le-Vieil, devient le lieu de résidence de la famille Blondel d'Aubers et de leurs alliés, qui ont un caveau de famille au cimetière : après la mort d'Eugène-Roland-Joseph Blondel d'Aubers en 1767, sa femme Marie-Anne de Calonne établit sa résidence au château de Vendin, avant d'émigrer en 1792 et de mourir en Angleterre en 1800; Isabelle-Ernestine-Joseph le Maistre d'Anstaing, épouse de Charles-Louis-Philippe du Chambge de Liessart (1746-1801), chevalier, seigneur de Liessart, Frévillers belle-mère de Louis-Marie-Joseph Blondel d'Aubers, fils d'Eugène-Roland, seigneur d'Aubers et de Vendin, décède au château de Vendin en 1821;  Isabelle-Charlotte du Chambge de Liessart (1770-1853), fille de Charles-Louis-Philippe du Chambge de Liessart, veuve de Antoine-Laurent de Bergerand, chevalier, seigneur de Gosselies, meurt à Lille le 4 janvier 1853, à l'âge de 82 ans, est inhumée dans le caveau de famille de Vendin-le-Vieil.
Les Blondel d'Aubers vont marquer la commune : le fils de Louis-Marie-Joseph Blondel d'Aubers, Émile-Louis-Marie Blondel d'Aubers va être maire de la commune.
Il faut attendre le traité d'Utrecht, le 11 avril 1713, qui met fin à la guerre de succession d'Espagne, pour que Vendin-le-Vieil, ainsi que tout l'Artois, retrouvent enfin la prospérité.
Lorsque la révolution éclate, le village compte 745 habitants, et voit le premier maire élu en février 1790, Célestin Deleruelle, remplacer le bailli, Jean-Baptiste-Hyacinthe Dubois.

### Première Guerre mondiale
La commune est décorée de la croix de guerre 1914-1918 par décret du 25 septembre 1920, distinction également attribuée à 276 autres communes du Pas-de-Calais.

### Activité minière
Vendin-le-Vieil possédait deux sièges d'extraction, la fosse no 8 - 8 bis dite Saint-Auguste ou Auguste Descamps et la fosse no 10 - 10 bis dite Saint-Valentin ou Valentin Cazeneuve de la compagnie des mines de Lens qui est un ancien charbonnage du bassin minier du Nord-Pas-de-Calais, situé à Vendin-le-Vieil.
D'importantes usines de valorisation du charbon existaient également, une cokerie fermée en 1978, un lavoir central fermé début 1983, un rivage pour l'expédition du charbon en péniche, une centrale électrique, d'importants parcs à stocks, et enfin une station pour l'entretien des locomotives.
La fosse n° 8 était située à côté de l'usine HGD (Huiles, Goudrons et Dérivés) ; rasée peu avant octobre 2006, elle possédait deux puits. Elle fut fermée en 1958, cependant les puits servirent quelque temps encore pour le service.

## Politique et administration

### Découpage territorial
La commune se trouve dans l'arrondissement de Lens du département du Pas-de-Calais.

#### Commune et intercommunalités
Elle est membre de la communauté d'agglomération de Lens-Liévin qui regroupe 36 communes et totalise 242 587 habitants en 2021.

#### Circonscriptions administratives
La commune est rattachée au canton de Wingles.

#### Circonscriptions électorales
Pour l'élection des députés, la commune fait partie de la douzième circonscription du Pas-de-Calais.

### Élections municipales et communautaires

#### Élections municipales 2020
- Maire sortant : Didier Hiel (PS)
- 29 sièges à pourvoir au conseil municipal (population légale 2017 : 8 608 habitants)
- 3 sièges à pourvoir au conseil communautaire (CA de Lens-Liévin)

| Tête de liste            | Tête de liste    | Liste | Premier tour | Premier tour | Sièges | Sièges |
| Tête de liste            | Tête de liste    | Liste | Voix         | %            | CM     | CC     |
| ------------------------ | ---------------- | ----- | ------------ | ------------ | ------ | ------ |
|                          | Ludovic Gambiez  | DVG   | 1 457        | 61,97        | 24     | 2      |
|                          | Jean-Noël Godart | SE    | 894          | 38,02        | 5      | 1      |
|                          |                  |       |              |              |        |        |
| Votes valides            |                  |       |              |              |        |        |
| Votes blancs             |                  |       |              |              |        |        |
| Votes nuls               |                  |       |              |              |        |        |
| Total                    | Total            | Total |              | 100          |        |        |
| Abstention               |                  |       |              |              |        |        |
| Inscrits / participation |                  |       |              |              |        |        |

#### Liste des maires
Émile-Louis-Marie Blondel d'Aubers, maire après 1830, sous-préfet de Douai en 1815, sous-préfet de Mortagne-au-Perche en 1817, préfet de l'Ardèche en 1828, préfet du Gers en 1829, membre du conseil général du Pas-de-calais, chevalier puis officier de la Légion d'honneur, chevalier de l'Ordre de l'Éperon d'or.
| Période                                  | Période                   | Identité         | Étiquette    | Qualité                                                                                                  |
| ---------------------------------------- | ------------------------- | ---------------- | ------------ | --- |
| Les données manquantes sont à compléter. |                           |                  |              | |
| 1919                                     | 1925                      | Alexandre Duriez |              | |
| 1925                                     |                           | Jules Érouart    | SFIO         | Commerçant                                                                                               |
| Les données manquantes sont à compléter. |                           |                  |              | |
| 1946                                     | mars 1989                 | Raphaël Dufour   | FGDS puis PS | Employé aux Houillères nationales                                                                        |
| mars 1989                                | mai 2020                  | Didier Hiel      | PS           | Professeur Conseiller général du canton de Wingles (2001 → 2015)                                         |
| mai 2020                                 | En cours (au 24 mai 2020) | Ludovic Gambiez  | PS           | Cadre dans le secteur social, Conseiller délégué à l'ESS à la communauté d'agglomération de Lens-Liévin. |

## Équipements et services publics

### Espaces publics
La commune est labellisée « 1 fleur » au concours des villes et villages fleuris.

### Enseignement
La commune est située dans l'académie de Lille et dépend, pour les vacances scolaires, de la zone B.
Elle dispose de cinq établissements scolaires : trois écoles maternelles, une école élémentaire et un collège.

### Justice, sécurité, secours et défense
La commune dépend du tribunal de proximité de Lens, du conseil de prud'hommes de Lens, du tribunal judiciaire de Béthune, de la cour d'appel de Douai, du tribunal de commerce d'Arras, du tribunal administratif de Lille, de la cour administrative d'appel de Douai, du pôle nationalité du tribunal judiciaire de Béthune et du tribunal pour enfants de Béthune.
Le centre pénitentiaire de Vendin-le-Vieil est ouvert en 2014.
La ville est également équipée d'une brigade de police municipale depuis 2019

## Population et société

### Démographie
Les habitants sont appelés les Vendinois.

#### Évolution démographique
L'évolution du nombre d'habitants est connue à travers les recensements de la population effectués dans la commune depuis 1793. Pour les communes de moins de 10 000 habitants, une enquête de recensement portant sur toute la population est réalisée tous les cinq ans, les populations de référence des années intermédiaires étant quant à elles estimées par interpolation ou extrapolation. Pour la commune, le premier recensement exhaustif entrant dans le cadre du nouveau dispositif a été réalisé en 2004.

En 2022, la commune comptait 8 596 habitants, en évolution de −1 % par rapport à 2016 (Pas-de-Calais : −0,72 %, France hors Mayotte : +2,11 %).
| 1793 | 1800 | 1806  | 1821 | 1831 | 1836 | 1841 | 1846 | 1851 |
| ---- | ---- | ----- | ---- | ---- | ---- | ---- | ---- | ---- |
| 745  | 907  | 1 061 | 944  | 976  | 970  | 939  | 920  | 915  |

| 1856 | 1861 | 1866 | 1872 | 1876  | 1881  | 1886  | 1891  | 1896  |
| ---- | ---- | ---- | ---- | ----- | ----- | ----- | ----- | ----- |
| 922  | 909  | 955  | 930  | 1 021 | 1 184 | 1 329 | 2 288 | 3 342 |

| 1901  | 1906  | 1911  | 1921  | 1926  | 1931  | 1936  | 1946  | 1954  |
| ----- | ----- | ----- | ----- | ----- | ----- | ----- | ----- | ----- |
| 4 713 | 4 913 | 5 512 | 3 007 | 5 287 | 6 458 | 6 205 | 6 473 | 6 694 |

| 1962  | 1968  | 1975  | 1982  | 1990  | 1999  | 2004  | 2006  | 2009  |
| ----- | ----- | ----- | ----- | ----- | ----- | ----- | ----- | ----- |
| 7 121 | 7 239 | 6 866 | 6 934 | 6 938 | 6 798 | 6 718 | 7 007 | 7 519 |

| 2014  | 2019  | 2022  | - | - | - | - | - | - |
| ----- | ----- | ----- | - | - | - | - | - | - |
| 8 024 | 8 479 | 8 596 | - | - | - | - | - | - |

#### Pyramide des âges
En 2018, le taux de personnes d'un âge inférieur à 30 ans s'élève à 38,8 %, soit au-dessus de la moyenne départementale (36,7 %). À l'inverse, le taux de personnes d'âge supérieur à 60 ans est de 19,7 % la même année, alors qu'il est de 24,9 % au niveau départemental.
En 2018, la commune comptait 4 204 hommes pour 4 339 femmes, soit un taux de 50,79 % de femmes, légèrement inférieur au taux départemental (51,50 %).
Les pyramides des âges de la commune et du département s'établissent comme suit.
| Hommes | Classe d’âge | Femmes |
| ------ | ------------ | ------ |
| 0,3    | 90 ou +      | 1,3    |
| 3,3    | 75-89 ans    | 6,6    |
| 13,1   | 60-74 ans    | 14,8   |
| 20,0   | 45-59 ans    | 18,2   |
| 23,4   | 30-44 ans    | 21,4   |
| 17,9   | 15-29 ans    | 16,8   |
| 22,0   | 0-14 ans     | 20,9   |

| Hommes | Classe d’âge | Femmes |
| ------ | ------------ | ------ |
| 0,5    | 90 ou +      | 1,6    |
| 5,6    | 75-89 ans    | 8,9    |
| 16,7   | 60-74 ans    | 18,1   |
| 20,2   | 45-59 ans    | 19,2   |
| 18,9   | 30-44 ans    | 18,1   |
| 18,2   | 15-29 ans    | 16,2   |
| 19,9   | 0-14 ans     | 17,9   |

## Économie

### Revenus de la population et fiscalité
En 2021, la commune compte 3 119 ménages fiscaux, regroupant 7 685 personnes.
Le revenu fiscal médian par ménage, le taux de pauvreté des ménages et la part des ménages fiscaux imposés de la commune, du département du Pas-de-Calais et de la métropole sont les suivants :
- le revenu fiscal médian par ménage de la commune est de 20 460 €, légèrement inférieur à celui du département du Pas-de-Calais (20 720 €) et inférieur à celui de la France métropolitaine (23 080 €)[Insee 6],[Insee 7],[Insee 8] ;
- le taux de pauvreté des ménages de la commune est de 19 %, de 18,4 % au niveau du département et de 14,9 % au niveau de la métropole[Insee 9],[Insee 10],[Insee 11] ;
- la part des ménages fiscaux imposés dans la commune est de 42 %, de 44,1 % au niveau du département et de 53,4 % au niveau de la métropole[Insee 6],[Insee 7],[Insee 8].

### Emploi
|                       | 2010   | 2015   | 2021   |
| --------------------- | ------ | ------ | ------ |
| Commune               | 14,8 % | 17,7 % | 13,5 % |
| Département           | 11,3 % | 13,7 % | 11,2 % |
| France métropolitaine | 11,6 % | 13,7 % | 11,7 % |

En 2021, la population âgée de 15 à 64 ans s'élève à 5 394 personnes, parmi lesquelles on compte 68,9 % d'actifs (59,6 % ayant un emploi et 9,3 % de chômeurs) et 31,1 % d'inactifs,. En 2021, le taux de chômage communal (au sens du recensement) des 15-64 ans est supérieur à celui du département et supérieur à celui de la France métropolitaine.
La commune fait partie de la couronne de l'aire d'attraction de Lens - Liévin, du fait qu'au moins 15 % des actifs travaillent dans le pôle,. Elle compte 6 276 emplois en 2021, contre 5 572 en 2015 et 4 944 en 2010. Le nombre d'actifs ayant un emploi résidant dans la commune est de 3 241, soit un indicateur de concentration d'emploi de 193,6 et un taux d'activité parmi les 15 ans ou plus de 56,7 %.
Sur ces 3 241 actifs de 15 ans ou plus ayant un emploi, 596 travaillent dans la commune, soit 18 % des habitants. Pour se rendre au travail, 87,7 % des habitants utilisent une voiture, un camion ou une fourgonnette, 3,9 % les transports en commun, 5,9 % s'y rendent en deux-roues motorisé, à vélo ou à pied et 2,5 % n'ont pas besoin de transport (travail au domicile).

### Entreprises et commerces

#### Activités hors agriculture
489 établissements marchands non agricoles sont économiquement actifs en 2022 à Vendin-le-Vieil,,.
| Secteur d'activité                                                                                        | Commune | Commune | Département |
| Secteur d'activité                                                                                        | Nombre  | %       | %           |
| --- | ------- | ------- | ----------- |
| Ensemble                                                                                                  | 489     | 100 %   | (100 %)     |
| Industrie manufacturière, industries extractives et autres                                                | 34      | 7,0 %   | (5,3 %)     |
| Construction                                                                                              | 46      | 9,4 %   | (11,7 %)    |
| Commerce de gros et de détail, transports, hébergement et restauration                                    | 202     | 41,3 %  | (22,5 %)    |
| Information et communication                                                                              | 7       | 1,4 %   | (3,6 %)     |
| Activités financières et d'assurance                                                                      | 26      | 5,3 %   | (5,3 %)     |
| Activités immobilières                                                                                    | 21      | 4,3 %   | (5,7 %)     |
| Activités spécialisées, scientifiques et techniques et activités de services administratifs et de soutien | 50      | 10,2 %  | (20,2 %)    |
| Administration publique, enseignement, santé humaine et action sociale                                    | 52      | 10,6 %  | (15,8 %)    |
| Autres activités de services                                                                              | 51      | 10,4 %  | (9,9 %)     |

Le secteur du commerce de gros et de détail, transports, hébergement et restauration est prépondérant sur la commune puisqu'il représente 41,3 % du nombre total d'établissements de la commune (202 sur les 489 entreprises implantées  à Vendin-le-Vieil), contre 22,5 % au niveau départemental et le secteur des activités spécialisées, scientifiques et techniques et activités de services administratifs et de soutien avec 10,2% du nombre total d'établissements de la commune est inférieur à celui du département (20,2%).

#### Agriculture
La commune est dans l'« Artois », une petite région agricole dans le département du Pas-de-Calais. En 2020, l'orientation technico-économique de l'agriculture  sur la commune est l'exploitation de grandes cultures (hors céréales et oléo-protéagineux). 
|               | 1988 | 2000 | 2010 | 2020 |
| ------------- | ---- | ---- | ---- | ---- |
| Exploitations | 13   | 4    | 3    | 5    |
| SAU (ha)      | 313  | 287  | 280  | 614  |

Le nombre d'exploitations agricoles en activité et ayant leur siège dans la commune est passé de 13 lors du recensement agricole de 1988  à 4 en 2000 puis à 3 en 2010 et enfin à 5 en 2020, soit une baisse de 62 %. La surface agricole utilisée sur la commune a quant à elle augmenté, passant de 313 ha en 1988 à 614 ha en 2020. Parallèlement la surface agricole utilisée moyenne par exploitation a augmenté, passant de 24 à 123 ha,.

## Culture locale et patrimoine

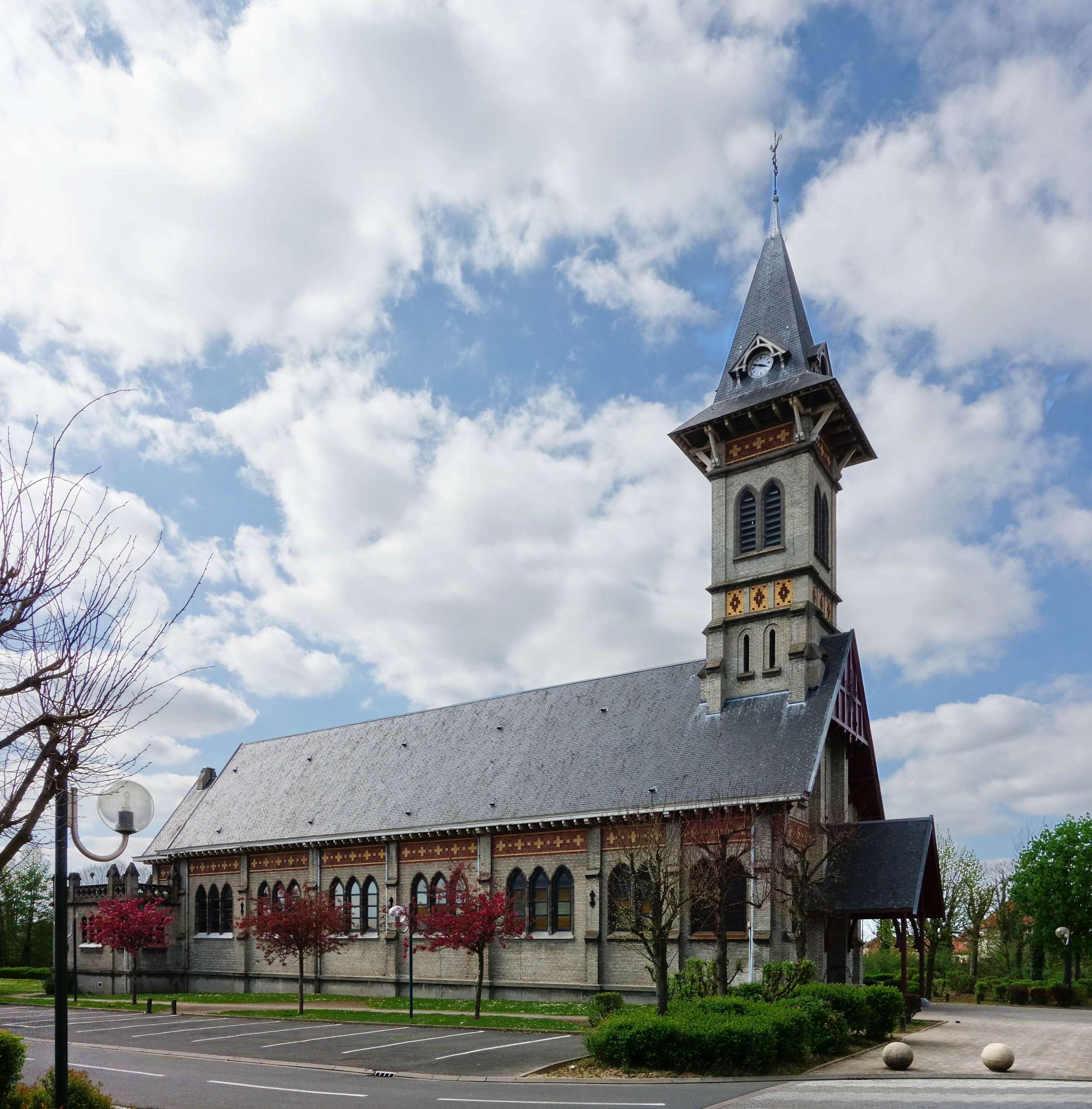
Vue de côté de l'église Saint-Auguste de Vendin-le-Vieil.

### Lieux et monuments
- L'église Saint-Léger, centre-ville.
- L'église Saint-Auguste, cité no 8, dépendant de la paroisse Saint-François-d'Assise de Lens, construite de 1921 à 1925.
- Vendin-le-Vieil compte un monument aux morts dans le centre et un monument aux morts à la cité no 8[47].

### Personnalités liées à la commune
- Jacqueline Shumiatcher (en) (1923-2021) philanthrope, mécène et collectionneuse d'art canadienne, née à Vendin-le-Vieil.

## Pour approfondir

#### Bases de données, dictionnaires et encyclopédies
- Ressources relatives à la géographie :   - Insee (communes)
  - Ldh/EHESS/Cassini
- Ressource relative à plusieurs domaines :   - Annuaire du service public français
- Notices d'autorité :   - VIAF
  - BnF (données)
  - LCCN
  - Israël